# Atlıxan
Atlıxan è un comune dell'Azerbaigian situato nel distretto di Qusar. Conta una popolazione di 558 abitanti.